# Rekrut (opowiadanie)
Rekrut (oryg. fr. Le Réquisitionnaire) – opowiadanie Honoriusza Balzaka z 1831, stanowiące część Studiów filozoficznych cyklu Komedia ludzka.

## Treść
Jest listopad 1793, trwa levée en masse ogłoszone przez Konwent Narodowy do walki z zewnętrznymi i wewnętrznymi przeciwnikami rewolucji. Tymczasem w normandzkiej wiosce stara, zdeklasowana arystokratka, pani Dey, oczekuje powrotu syna wziętego do niewoli przez Wandejczyków, który kilka dni wcześniej zdołał powiadomić ją o planowanej ucieczce. W ciągu kilku kolejnych dni, miotana sprzecznymi emocjami, na przemian zamyka się samotnie w domu, na przemian, wykazując siłę ducha, zwyczajnie przyjmuje gości. Wreszcie do miasteczka dociera młody człowiek w mundurze, republikański rekrut, lecz pani Dey, mimo uderzającego podobieństwa między nim a Augustem, rozpoznaje, iż nie jest to jej syn. Po całonocnym oczekiwaniu kobieta umiera, dokładnie w chwili, gdy prawdziwy August zostaje rozstrzelany.

## Cechy utworu
Rekrut należy do wczesnych utworów Balzaka, w których romantyczna metafizyka łączy się z realistycznym opisem rzeczywistości społecznej czasów rewolucji francuskiej. Dzieło wiąże się również z zainteresowaniem pisarza współczesnymi mu koncepcjami energii, która miałaby pozwalać na „pokonywanie barier czasu i odległości”.